# Nieuwsblad van Noord-Oost Friesland
Het Nieuwsblad van Noord-Oost Friesland is een abonneekrant die sinds 2010 verschijnt.
De krant is ontstaan uit twee voorgangers, de Kollumer Courant en de Nieuwe Dockumer Courant. In 2010 werd door uitgeverij Banda besloten om de kranten samen te voegen en werd de redactie gevestigd in Dokkum.
De krant verschijnt op maandag en vrijdag en op woensdag verschijnen de oude titels als huis aan huisbladen. In 2012 zijn de drie kranten overgenomen door de NDC mediagroep. 